# صحافة سوريا الحرة
صحافة سوريا الحرة هي وكالة أنباء غير ربحية تغطي أحدث الأخبار في سوريا. وقد تم إنشاؤها في بداية عام 2011 لدعم ثورة الشعب السوري. وواجهة الوكالة هي اللغة العربية، لكنها تغطي بعض الأخبار بـ اللغة الإنجليزية. جمعت الوكالة أكثر من 200000 من أتباعها للحصول على أحدث الأخبار اليومية من داخل سوريا.

## معلومات تاريخية
تشكلت الوكالة بواسطة ائتلاف العديد من نشطاء حقوق الإنسان والمهنيين من مختلف التخصصات فقط لدعم ثورة الشعب السوري منذ منتصف فبراير.

## الأهداف
- تقديم صورة واضحة عن الأحداث السورية الحالية.
- التواصل على نطاق أوسع مع العديد من مجموعات المعارضة لدعم احتجاجات الشعب السوري.
- توثيق أعمال إجرامية للنظام السوري ضد شعبه بدعم من مختلف نشطاء وجماعات حقوق الإنسان.

## الانتماء السياسي
صحافة سوريا الحرة ليس لها اتصال أو انتماء لأي مجموعة سياسية. فهي مدعومة من قبل صحفيين أحرار لتغطية جميع الأحداث السورية.

## الآراء السياسية
تؤيد صحافة سوريا الحرة حرية التعبير التي هي أساس تنظيمها. فهي تهدف إلى تحقيق نظام ديمقراطي حقيقي في سوريا والذي يضمن لجميع الشعب السوري المساواة في الحقوق ومنع إساءة استخدام السلطة.

## التغطية الإعلامية
- يتم نشر العديد من أشرطة الفيديو الصادرة عن الوكالة من قبل المحطات الإعلامية الرئيسية، مثل الجزيرة، [3][4][5] وسي إن إن وفرانس 24.
- EAWV[6]
- TGCOM[7]
- Dradio DE interview[8]

## وصلات خارجية
- Official website